# Абдул Альхазред
Абду́л Альхазре́д (англ. Abdul Alhazred, конец VII века — 738 год; также Абдулла́ аль-Хазре́д, Абдулла́ Аль-Хазра́джи или Безумный Араб) — вымышленный персонаж, придуманный Говардом Лавкрафтом, автор Некрономикона, неотъемлемый персонаж Мифов Ктулху.

## Происхождение имени
Имя «Абдул Альхазред» было использовано самим Говардом Лавкрафтом в качестве собственного псевдонима в юности. О происхождении имени Лавкрафт пишет в письме к Гарри О. Фишеру (конец февраля 1937):
 Имя «Абдул Альхазред» придумал для меня кто-то из взрослых (я не могу вспомнить, кто именно), когда мне было 5 лет, и после прочтения Арабских Ночей я страстно возжелал стать арабом. Годы спустя мне пришло в голову, что будет забавно использовать его в качестве имени автора запретной книги. Название Некрономикон… пришло ко мне во сне.

Абдул Альхазред не совсем верная форма арабского имени. Более корректно оно должно выглядеть как Абд-эль-Хазред или просто Абдул Хазред (хотя и это не совсем правильно, ведь «Хазред» не принадлежит к 99 именам Аллаха). Можно предположить вариант Абд-улла аль-Хазред. Иногда даются и иные русские транскрипции этого имени: Аль-Хазрат, аль-Хазред или Аль-Хазраджи (с намёком на арабское племя хазраджитов, жившее в Медине во времена Мухаммеда). В арабских переводах Лавкрафта его имя звучит как Абдулла Альхазред (عبدالله الحظرد).

## Биография Альхазреда

### Жизнь Альхазреда: поэт и нечестивец
Согласно «Истории Некрономикона» Лавкрафта (написана в 1927, опубликована в 1938), Альхазред был

…безумным поэтом из Саны (Йемен), чей рассвет приходился на период династии Умайядов, приблизительно в начале VIII века. Он исследовал руины Вавилона и подземные пещеры Мемфиса, а также провёл десять лет в великой аравийской пустыне — Руб-эль-Хали, по поверьям населённой чудовищами и злыми духами. Те, кто осмеливался пересечь её, рассказывали о многих невероятных вещах. Последние годы жизни Альхазред провёл в Дамаске. 

В 730 году, живя в Дамаске, Альхазред предположительно написал зловещую книгу аль-Азиф, позднее известную как «Некрономикон».

### Смерть Альхазреда: исчезновение проклятого безумца
Имевшие дело с «Некрономиконом» всегда плохо заканчивали, и Альхазред не стал исключением. Снова Лавкрафт:

О его смерти или исчезновении (738) ходило множество зловещих и противоречивых слухов. Ибн Халликан (биограф XIII века) пишет, что Альхазред был схвачен и унесён невидимым чудовищем средь бела дня на глазах у множества окаменевших от ужаса свидетелей. О его безумии тоже говорили многое. Он заявлял, что видел легендарный Ирем или Город Колонн, а также, что в некоем безымянном городе в пустыне нашёл летописи расы, что древнее чем человечество, полные ужасающих тайн. Он был равнодушен к мусульманству, а поклонялся неведомым существам, которых называл Йог-Сотот и Ктулху.

Поскольку в «Тексте Р'льеха» описывается, что смерть Абдула Альхазреда сопровождалась полным солнечным затмением, а в 738 году полное затмение наблюдалось только над тихоокеанским побережьем Азии и Америки, эта дата откровенно недостоверна. Ближайшие к предполагаемой дате смерти Альхазреда полные затмения на территории, где, согласно легенде, он мог находиться, происходили 1 марта 732 года (экваториальные и тропические широты северного полушария), 1 апреля 740 года (субтропические широты северного полушария) и 7 ноября 747 года (экваториальные и тропические широты северного полушария), из них только первое проходило полной фазой по территории Аравии.

## Другие авторы

### Август Дерлет
Август Дерлет, последователь Лавкрафта, написал ряд произведений в подражание ему; в них он, в частности, внёс изменения в биографию Альхазреда, перенеся его смерть в 731 год (гораздо ближе к вышеупомянутому затмению). Судьба Безумного Араба описана Дерлетом в его рассказе «Хранитель Ключа», опубликованном в 1951 году. В этом рассказе доктор Лабан Шрусбери и его ассистент Найлан Колум обнаружили место захоронения Альхазреда. В Руб-эль-Хали они наткнулись на Безымянный Город, владения Хастура, где и узнали о судьбе Альхазреда после похищения из Дамаска. Альхазред был принесён в Безымянный Город, секреты которого он изучал ранее и описал в «Некрономиконе». В наказание его ослепили, вырвали язык и, впоследствии, казнили. Шрусбери вскрыл саркофаг Альхазреда и среди останков нашёл неоконченный экземпляр «Некрономикона» на арабском. Используя некромантию, Шрусбери вызвал дух Альхазреда и приказал ему нарисовать карту мира, так, как он его знал. Получив карту, раскрывающую местонахождение Р’льеха и других тайных мест, Шрусбери даровал Альхазреду покой.

### Упоминается в произведениях
- «Гибель Яктуба», «В городе столбов», «Мномкуа», «Тень звезд», «Нечто под Мемфисом», «Хранилище под мечетью» ("The Doom of Yakthoob", "In the City of Pillars", "Mnomquah", "The Shadow from the Stars", "The Thing under Memphis", "The Vault beneath the Mosque") Лин Картер
- «Краткая биография Абдул Альхазреда» ("A Brief Biography of Abdul Alhazred") Лоренс Корнфорд
- «Предисловие» к Аль-Азифу ("Foreword" to Al Azif,) Спрэг де Камп
- «Город без имени», «Заметки к фрагменту Некрономикона» ("The City without a Name", "Notes on a Fragment of the Necronomicon") Вильям Хэмблин
- «Сага об Абдул Альхазреде» ("The Saga of Abdul Alhazred") Стивен Ларкин
- «Некрономикон» ("Necronomicon") Питер Левенда
- «Переход Абдул Альхазреда» ("The Transition of Abdul Alhazred") Роберт Прайс
- «Жизнь мастера» ("The Life of the Master") Сент-Олбанс
- «Бич» ("The Scourge") Чарльз Саплак
- «Экс Либрис Мискатоники» (Ex Libris Miskatonici) Джоанна Стэнли
- «Альхазред» ("Alhazred") Дональд Тайсон
- «Ключ к тайнам» ("Key to the Mysteries") Дон Уэбб